# Simpang Babeko
Simpang Babeko is een bestuurslaag in het regentschap Bungo van de provincie Jambi, Indonesië. Simpang Babeko telt 2617 inwoners (volkstelling 2010).